# Codex Borgianus
Codex Borgianus designado T ou 029 (Gregory-Aland), ε 5 (von Soden), é um manuscrito uncial grego dos quatro evangelhos, datado pela paleografia como sendo do século V.

## Descoberta
Contém 23 fólios dos Evangelhos (26 x 21 cm), e foi escrito em duas colunas por página, em 26-33 linhas por página. As linhas são muito curtas, só 6, 7, 8, e 9 cartas em linhas.

## Conteúdos
O texto grego do códex
Evangelho de Lucas 6,18-26; 18,2-9. 10-16; 18,32-19,8; 21,33-22,3; 22,20-23,20; 24,25-27; 29-31;
Evangelho de João 1,24-32; 3,10-17; 4,52-5,7; 6,28-67; 7,6-8,31.
O texto Sahidic do códex
Evangelho de Lucas 6,11-18; 17,29-18,9; 18,?-42; 21,25-32; 22,12-23,11; 24,18-19; 24,21-23;
Evangelho de João 1,16-23; 3,2-10; 4,45-52; 6,21-58; 6,58-8,23.

## Texto
O texto grego desse códice é um representante do Texto-tipo Alexandrino. Aland colocou-o entre a Categoria II.

## História
Actualmente acha-se no Biblioteca do Vaticano (Borgia Coptic 109), Nova York (Pierpont Morgan M 664A), e Paris (BnF Copt. 129).